# Mstislav Rostropovitj
Mstislav Leopoldovitj Rostropovitj (ryska: Мстисла́в Леопо́льдович Ростропо́вич), född 27 mars 1927 i Baku, Azerbajdzjan, Transkaukasiska SFSR, Sovjetunionen, död 27 april 2007 i Moskva, Ryssland, var en rysk cellist och dirigent.

## Biografi
Rostropovitj studerade för bland andra Dmitrij Sjostakovitj, och var vän och nära medarbetare till tonsättaren. Sjostakovitjs båda cellokonserter är dedicerade till Rostropovitj och uruppfördes av honom. Detsamma gäller Benjamin Brittens cellosviter, som uruppfördes av Rostropovitj 1965–1974. 
När Solsjenitsyn uteslöts ur det sovjetiska författarförbundet 1969 och fann sig tvungen att fly för att inte arresterad, förlora sina verk och kunna arbeta vidare med sina nya verk flyttade han på inrådan av Rostropovitj in i dennes hem. ”Den hösten räddade han mig på ett sådant sätt, att jag inte visste, att jorden höll på att rämna och att åskmolnen kröp närmare”.  Han befann sig sedan månader i Rostropovitj datja, orolig för vad han skulle göra med manuskripten, utkasten, böckerna när han där i dennes datja 1970 nåddes av beslutet att han hade fått Nobelpriset.
Solsjenitsyn bodde fyra vintrar hos Rostropovitj. Denne publicerade ett öppet brev efter Solsjenitsyns nobelpris, varefter han utsattes för statliga chikaner; han förlorade sin älskade dirigenttjänst vid Bolsjoj-teatern, hans bästa konserter förbjöds i Moskva, hans utlandsresor inhiberades. Han fick en tid överhuvudtaget inte förekomma i radio och television. Metodiskt berövades han möjligheten till konstnärligt umgänge med världens mest framstående musiker; exempelvis genom vägrad utresa till förstaframförandet av Brittens konsert, dedicerad till Rostropovitj.  
Tillsammans med sin hustru Galina Visjnevskaja lämnade Rostropovitj Sovjetunionen 1974 efter förföljelser från statsmakten och reste till Frankrike för att till slut med familjen bosätta sig i USA. 
1978 förlorade han  sitt sovjetiska medborgarskap. Han återvände 1990, återfick sitt medborgarskap och deltog senare i protesterna mot det misslyckade kommunistiska kuppförsöket i augusti 1991.
Han anses allmänt som en av 1900-talets stora musiker. Därtill åtnjöt han under många år – över hela världen – stor respekt för sin humanistiska och rakryggade hållning i försvaret för de mänskliga rättigheterna i Sovjetunionen.

## Priser och utmärkelser (i urval)
- Asteroiden 4918 Rostropovich[11]
- 1975 – Utländsk ledamot nr 366 av Kungliga Musikaliska Akademien
- 1975 –  Arts et Lettres-orden
- 1981 –  Léonie Sonnings musikpris
- 1983 –  Dannebrogorden
- 1984 –  Italienska republikens förtjänstorden
- 1984 –  Litteris et Artibus
- 1985 –  Isabella den katolskas orden
- 1987 –  Brittiska imperieorden
- 1987 –  Frihetsmedaljen
- 1989 –  Leopoldsorden
- 1989 –  Karl den heliges orden
- 1989 –  Nederländska Lejonorden
- 1991 –  Adolf av Nassaus civil- och militärförtjänstorden
- 1993 –  Praemium Imperiale
- 1995 –  Polarpriset
- 1995 –  Storfurst Gediminas orden
- 1997 –  Republiken Polens förtjänstorden
- 2001 –  Förbundsrepubliken Tysklands förtjänstorden
- 2003 –  Uppgående solens orden
- 2003 –  Ungerska förtjänstorden
- 2004 –  Karl III:s orden
- 2004 –  Wolfpriset i musik